# HMS Triad (N53)
| «Трайад» (N53)                                                                       | «Трайад» (N53)                                                                                            | «Трайад» (N53)                                                                                            |
| ------------------------------------------------------------------------------------ | --- | --- |
| HMS Triad (N53)                                                                      | | |
|                                                                                      | | |
| Британський підводний човен «Трайад» типу «T»                                        | | |
| Верф                                                                                 | Vickers-Armstrongs, Барроу-ін-Фернесс                                                                     | Vickers-Armstrongs, Барроу-ін-Фернесс                                                                     |
| Під прапором                                                                         | Велика Британія                                                                                           | Велика Британія                                                                                           |
| Належність                                                                           | Військово-морські сили Великої Британії                                                                   | Військово-морські сили Великої Британії                                                                   |
| Порт приписки                                                                        | Росайт, Данді                                                                                             | Росайт, Данді                                                                                             |
| Замовлення                                                                           | 8 грудня 1937                                                                                             | 8 грудня 1937                                                                                             |
| Закладений                                                                           | 24 березня 1938                                                                                           | 24 березня 1938                                                                                           |
| Спуск на воду                                                                        | 5 травня 1939                                                                                             | 5 травня 1939                                                                                             |
| Введений до складу флоту                                                             | 16 вересня 1939                                                                                           | 16 вересня 1939                                                                                           |
| На службі                                                                            | 1939–1940                                                                                                 | 1939–1940                                                                                                 |
| Загибель                                                                             | 15 жовтня 1940 року потоплений італійським підводним човном «Енріко Тоті» у затоці Таранто                | 15 жовтня 1940 року потоплений італійським підводним човном «Енріко Тоті» у затоці Таранто                |
| Сучасний статус                                                                      | затоплений                                                                                                | затоплений                                                                                                |
| Бойовий досвід                                                                       | Друга світова війна Битва за Атлантику Середземномор'я                                                    | Друга світова війна Битва за Атлантику Середземномор'я                                                    |
| Проєкт                                                                               | | |
| Тип ПЧ                                                                               | великий дизель-електричний підводний човен                                                                | великий дизель-електричний підводний човен                                                                |
| Основні характеристики                                                               | | |
| Швидкість (надводна)                                                                 | 15,25 вузлів (28,7 км/год)                                                                                | 15,25 вузлів (28,7 км/год)                                                                                |
| Швидкість (підводна)                                                                 | 9 вузлів (20 км/год)                                                                                      | 9 вузлів (20 км/год)                                                                                      |
| Дальність плавання                                                                   | 9 200 миль (15 000 км) на швидкості 11 вузлів (надводна) 70 миль (130 км) на швидкості 4 вузли (підводна) | 9 200 миль (15 000 км) на швидкості 11 вузлів (надводна) 70 миль (130 км) на швидкості 4 вузли (підводна) |
| Екіпаж                                                                               | 59 офіцерів та матросів                                                                                   | 59 офіцерів та матросів                                                                                   |
| Розміри                                                                              | | |
| Довжина найбільша (по КВЛ)                                                           | 84 м | 84 м |
| Ширина корпусу найб.                                                                 | 8,08 м | 8,08 м |
| Середня осадка (по КВЛ)                                                              | 4,45 м | 4,45 м |
| Водотоннажність надводна                                                             | 1 090 тонн                                                                                                | 1 090 тонн                                                                                                |
| Силова установка                                                                     | | |
| Дизель-електрична: 2 × дизельних двигуни Admiralty 2 × електродвигуни Laurence Scott | | |
| Гвинти                                                                               | 2 | 2 |
| Потужність                                                                           | 2 500 к. с. (дизельні двигуни) 1 450 к. с. (електродвигун)                                                | 2 500 к. с. (дизельні двигуни) 1 450 к. с. (електродвигун)                                                |
| Озброєння                                                                            | | |
| Артилерія                                                                            | 1 × 102-мм гармата QF 4 inch Mk XII                                                                       | 1 × 102-мм гармата QF 4 inch Mk XII                                                                       |
| Торпедно- мінне озброєння                                                            | 10 × 533-мм торпедних апаратів 16 торпед                                                                  | 10 × 533-мм торпедних апаратів 16 торпед                                                                  |
| ППО                                                                                  | 3 × зенітні кулемети                                                                                      | 3 × зенітні кулемети                                                                                      |

«Трайад» (N53) (англ. HMS Triad (N53) — військовий корабель, підводний човен 1-ї серії типу «T» Королівського військово-морського флоту Великої Британії часів Другої світової війни.
Підводний човен брав участь у бойових діях Другої світової війни. «Трайад» здійснив 13 бойових походів, бився в Північному та Середземному морях.

## Історія створення
Підводний човен «Трайад» був закладений 24 березня 1938 року на верфі компанії Vickers-Armstrongs у Барроу-ін-Фернессі. 5 травня 1939 року він був спущений на воду, а 16 вересня 1939 року увійшов до складу Королівських ВМС Великої Британії.

## Історія служби
«Трайад» мав доволі коротку кар'єру, діючи переважно в Північному морі поблизу норвезьких, данських та голландських берегів, що перебували під нацистською окупацією. У квітні 1940 року під час патрулювання в Північному морі човен потопив німецький військовий транспорт «Іонія» і атакував, але не зміг потопити німецьку плавучу базу «Цинтау». 
3 серпня «Трайад» невдало обстріляв з бортової гармати німецький U-Boot U-46.
29 серпня 1940 року британський підводний човен вийшов з Росайта до Мальти. 9 жовтня 1940 року він вийшов у перший похід в акваторії Середземного моря, щоб діяти в затоці Таранто, отримавши наказ досягти Александрії після завершення патрулювання. Він не повернувся в порт, і до 20 жовтня підводний човен був оголошений зниклим безвісти. Вважалося, що «Трайад» загинув на мінному полі або був потоплений італійськими протичовновими літаками. Сучасні дослідження свідчать про те, що «Трайад» був потоплений з усім екіпажем у ніч з 14 на 15 жовтня італійським підводним човном «Енріко Тоті».
Протягом багатьох років вважалося, що «Енріко Тоті» також потопив британський човен «Рейнбоу», який діяв у тому ж районі. Однак у 1988 році було з'ясовано, що «Рейнбоу» був затоплений 4 жовтня італійським пароплавом Antonietta Costa внаслідок зіткнення.